# Głos Pogranicza i Kaszub
Głos Pogranicza i Kaszub – polski dziennik przeznaczony dla Ziemi Krajeńskiej, Wielkopolski i Kaszub, redagowany i drukowany w Opolu, ukazujący się w latach 1933–1939. 

## Historia
"Głos Pogranicza i Kaszub" ukazywał się od stycznia 1933 sześć razy w tygodniu. 
Redakcja pisma mieściła się w Opolu przy ul. Augustyna 5 (w budynku „Nowin Codziennych”), a jej filia w Złotowie (przy ul. Wilhelm Kube, a później Goeringa). Redaktorem pisma był Jan Łangowski (pochodzący z Zakrzewa), a redaktorem odpowiedzialnym August Kowalski. Za redakcję na Pograniczu odpowiadał Henryk Jaroszyk.
Objętość wynosiła 4 strony, a przy specjalnych okazjach 6 lub 8 stron. Większa część artykułów była tożsama z tymi z „Nowin Codziennych”, pismo było jednak wzbogacone o lokalną specyfikę (artykuły zamieszczane w kronice lokalnej i na stronie tytułowej). Oprócz wiadomości z kraju i ze świata zamieszczano komentarze i felietony (w tym również pisane w gwarze krajeńskiej oraz języku kaszubskim). Przedrukowywano utwory znanych polskich pisarzy. 
Gazeta posiadała kilka dodatków tematycznych, m.in. „Zdrowie”, „Dzwonek”, „Rodzina”, „Śmieszek”, „Rolnik” i „Robotnik”. 
Pismo ukazywało się do sierpnia 1939.